# Mateo Sierra Bardají
Mateo Sierra Bardají (ur. 30 grudnia 1936 w Terrassie, zm. 1 lutego 2025) – hiszpański polityk, rolnik i działacz organizacji rolniczych, senator, poseł do Parlamentu Europejskiego II i III kadencji.

## Życiorys
Pracował jako rolnik. Był przewodniczącym izby rolniczej dla regionu obejmującego prowincję Huesca, działał w krajowej federacji izb rolniczych. Przystąpił także do aragońskiej unii farmerów i hodowców (UAGA) oraz konfederacji organizacji rolników i hodowców (COAG).
Był działaczem Hiszpańskiej Socjalistycznej Partii Robotniczej, został członkiem sekretariatu partii ds. rolnictwa. W 1982 z jej ramienia wszedł w skład Senatu z okręgu Huesca. W 1987 został po raz pierwszy wybrany do Parlamentu Europejskiego, w 1989 uzyskał reelekcję. Przystąpił do frakcji Partii Europejskich Socjalistów, był m.in. wiceprzewodniczącym Delegacji ds. stosunków z Australią i Nową Zelandią (1989–1992) i członkiem Komisji ds. Rolnictwa, Rybołówstwa i Rozwoju Wsi. Od 2000 do 2007 był przedstawicielem Aragonii w Brukseli, zasiadał także w Europejskim Komitecie Regionów.